# La Faye

La Faye este o comună în departamentul Charente, Franța. În 1 ianuarie 2022 avea o populație de 595 de locuitori.